# Michal Louč
Michal Louč (* 24. května 1981 Praha) je sociální antropolog a historik. Zabývá se moderními československými a českými dějinami se zaměřením na poúnorové československé politické vězně 50. let 20. století a vězeňství v Československu ve 2. polovině 20. století. Jeho odborný pracovní rozsah se rozpíná od protikomunistického odboje až po sledování a dokumentování novodobých zahraničích vojenských operací Armády České republiky. Je též editorem české Wikipedie, kde působí pod pseudonymem „Nadkachna“.

## Život

### Studia
Michal Louč se narodil 24. května 1981 v Praze. Po středoškolských studiích na Ekogymnáziu v Poděbradech pokračoval ve vysokoškolském studiu sociální antropologie na Univerzitě v Pardubicích. Po skončení tohoto magisterského studia absolvoval doktorandské studium na Fakultě humanitních studií Univerzity Karlovy v Praze.

### Odborné pracovní působení
Nějaký čas působil v Ústavu historických věd Filozofické fakulty Univerzity Pardubice. Na Odboru pro válečné veterány Ministerstva obrany České republiky pracoval v letech 2013 až 2015 v agendě vydávání osvědčení dle Zákona o účastnících odboje a odporu proti komunismu. Jako pracovník Ústavu pro studium totalitních režimů (ÚSTR) pracoval v letech 2017 až 2023. V letech 2017 až 2019 byl Michal Louč členem, řešitelského týmu, který se zabýval proměnami vězeňství v českých zemích v letech 1965–1992.
Společně s Klárou Pinerovou a Kristýnou Buškovou získal Michal Louč v roce 2022 Mezinárodní Cenu Egona Erwina Kische za publikaci s názvem Vězení jako zrcadlo společnosti. Nerovný souboj vědy, politiky a humanity 1965–1992.
V květnu 2023 absolvoval studijní pobyt na Univerzitě Štýrský Hradec, jeho pobyt byl podpořen Agenturou pro vzdělávání a internacionalizaci.
V roce 2023 přešel do Vojenského historického ústavu (VHÚ) Praha, kde je výzkumným pracovníkem orálněhistorického týmu v Oddělení monitoringu novodobých zahraničích operací Armády České republiky (AČR) a jiných zahraničních aktivit. Pracuje zde též na výzkumném projektu VHÚ Praha Paměť vojáka – příběhy zahraničních operací.

## Odborné zájmy
Oblast jeho dosavadních výzkumných zájmů zahrnuje orální historii, dějiny komunistického vězeňství a pracovních táborů na území Československa, osudy československých politických vězňů 50. let 20. století, historii Ďáblického hřbitova v Praze 8 a věnoval se rovněž historii kulturní organizace Jazzová sekce. Výsledky svého badatelského úsilí publikuje průběžně v odborných periodikách.

### Další aktivity a činnosti
- V roce 2012 spolupracoval na tvorbě naučné stezky Marobudovi v patách v Ratenicích[7] a o tři roky později (v roce 2015) pak pomáhal v Jáchymově s naučnou stezkou Jáchymovské peklo.[3]
- Prvním webovým projektem, na kterém Michal Louč spolupracoval byl v roce 2009 projekt Političtí vězni,[8] druhým pak o čtyři roky později (v roce 2013) Ekomuzeum Ratenice[9] a v roce 2016 se zabýval historií, vydavatelstvím a dokumentací vztahující se k Jazzové sekci 1971–1988.[10][3]
- V roce 2021 spolupracoval při vzniku památníku pracovních táborů u dolu Bratrství v Jáchymově (Michal Louč je autorem informačního panelu popisujícího historii dolu). Památník vznikl za podpory Správy úložišť radioaktivních odpadů (SÚRAO).[3]
- V roce 2022 spolupracoval s historikem a politologem Jakubem Jarešem (* 1983) a architektkou Terezou Kabelkovou při tvorbě nové expozice v Rudé věži smrti ve Vykmanově.[3]
- Ve spolupráci  se spolkem Političtí vězni.cz pomáhal v roce 2023 s přípravou výstavy Rovnost jako místo paměti[11] a s novinářem a dokumentaristou Adamem Drdou v témže roce (2023) pak (v rámci projektu Příběhů bezpráví) realizoval výstavu s názvem Závadová mládež.[3]
- Vypracováním několika hesel (Otto Bláha, Cai von Bülow-Bothkamp, Václav Dostal, Zbyněk Roušar a další) se podílel v roce 2023 na projektu Poděbradské osudy – 800 poděbradských příběhů.[3][12][13]
- Michal Louč je jedním z průvodců při komentovaných prohlídkách Naučné stezky Jáchymovské peklo a Ďáblického hřbitova v Praze 8.[3]
- Michal Louč je členem několika spolků (Česká asociace orální historie, G18 – Galerie 18, Političtí vězni.cz, Ratenická včela, Wikimedia ČR) a redakční rady časopisu Memo.[3]

## Publikace (chronologicky)
- KUDLÁČEK, Luděk; LOUČ, Michal; LOUČOVÁ, Petra; REK, Pavel (eds.): Oživlá historie Ratenic. Vydání první; Dobročinný spolek Ratenická včela, Ratenice 2016; 294 stran; ISBN 978-80-905692-0-1.[3]
- BOUŠKA, Tomáš, ed., LOUČ, Michal, ed. a PINEROVÁ, Klára, ed. Českoslovenští političtí vězni: životní příběhy. Vydání 1. Praha: Političtí vězni.cz, Česká asociace orální historie; 2009; 351 stran; ISBN 978-80-254-5825-9.[3] (Celkem 17 životních příběhů bývalých politických vězňů a vězeňkyň je doplněno analýzami vývoje československého vězeňství po druhé světové válce a jeho dopady na společnost.)
- LOUČ, Michal. Ďáblický hřbitov: místo paměti druhého a třetího odboje. Vydání první. Praha: Ústav pro studium totalitních režimů (ÚSTR), 2021; 141 stran; ISBN 978-80-88292-96-8.[3] (Publikace je zaměřena na politické vězně pohřbené na Ďáblickém hřbitově v rozmezí let 1948–1961, tedy na obětí a odpůrce komunistického režimu po roce 1948.)
- PINEROVÁ, Klára, LOUČ, Michal a HALUZÍKOVÁ BUŠKOVÁ, Kristýna. Vězení jako zrcadlo společnosti: nerovný souboj vědy, politiky a humanity 1965-1992. Vydání první. Praha: Univerzita Karlova, nakladatelství Karolinum, 2021; 477 stran. ISBN 978-80-246-4926-9.[3] (Publikace se zabývá změnami a tendencemi československého vězeňství ve 2. polovině 20. století v zrcadle společenských změn.)
- PINEROVÁ, Klára, LOUČ, Michal a HALUZÍKOVÁ BUŠKOVÁ, Kristýna. Prison as a mirror of society: the unequal battle between politics, science and humanity, Czechoslovakia 1965-1992. Frankfurt am Main: CEEOL Press, 2023 xv, 539 stran. ISBN 978-3-949607-16-5. (anglicky)[3]

## Studie a odborné články
Od roku 2006 je Michal Louč autorem a spoluautorem řady studií a odborných článků a to především v periodicích Securitas imperii, Theatrum historiae případně textů publikovaných pod hlavičkami Ústavu pro studium totalitních režimů (ÚSTR), Ministerstva obrany České republiky(MO ČR, Vojenského historického ústavu (VHÚ) Praha a jiných organizací.
| Studie a odborné články (výběr, chronologicky) ... |
| --- |
| - JIRÁKOVÁ, Edita – LOUČ, Michal: Pět životů, které ukončila totalita. Paměť a dějiny, 2023, číslo 1, s. 96–99. - LOUČ, Michal: Zapomenutý hrdina třetího odboje Štěpán Hovorka (1898–1949), ZVUK Zlínského kraje, 2023, jaro-léto, s. 17–22. - BUŠKOVÁ, Kristýna – PINEROVÁ, Klára – LOUČ, Michal: Narratives of Czechoslovak Prison Staff from the Communist Era. Slovenský národopis, 2021, ročník 69, číslo 2, s. 219–235. - PINEROVÁ, Klára – LOUČ, Michal: 1989: The Czech Prison System at a Crossroads. Securitas imperii, 2020, číslo 36/1, s. 124–169. - LOUČ, Michal: Vězeňství v českých zemích v 70.–80. letech 20. století pohledem pamětníků. Securitas imperii, 2018, číslo 33/2, s. 30–49. - LOUČ, Michal – PINEROVÁ, Klára – BUŠKOVÁ, Kristýna: Cizincem v normalizačním vězení. Rozhovor s Danielem Langhansem, odsouzeným roku 1984 k desetiměsíčnímu trestu za pašování kopírovacího stroje do Československa. Securitas imperii, 2018, číslo 33/2, s. 212–229. - LOUČ, Michal: Pozůstatky pracovních táborů na Jáchymovsku – průzkum tábora Nikolaj. In: PINEROVÁ, Klára (ed.): Jáchymov – jeviště bouřlivého století. Ústav pro studium totalitních režimů, Praha 2018, s. 340–360. - LOUČ, Michal: Ze vzpomínek ratenických pamětníků. In: KUDLÁČEK, Luděk – LOUČ, Michal – LOUČOVÁ, Petra – REK, Pavel (eds.): Oživlá historie Ratenic. Dobročinný spolek Ratenická včela, Ratenice 2016, s. 188–263. - LOUČ, Michal: Julie Havlíčková. In: ŽÁČEK, Pavel a kol.: Vyjádření úcty a vděčnosti. Sborník o protikomunistickém odboji. Ministerstvo obrany České republiky – Vojenský historický ústav (VHÚ) Praha, Praha 2015, s. 120–122. - LOUČ, Michal: Radomír Mařík. In: ŽÁČEK, Pavel a kol.: Vyjádření úcty a vděčnosti. Sborník o protikomunistickém odboji. Ministerstvo obrany České republiky – Vojenský historický ústav (VHÚ) Praha, Praha 2015, s. 136–139. - LOUČ, Michal: Oživlá historie Ratenic. Orální historie jako nástroj komunitního zkoumání lokální historie. Theatrum historiae, 2014, ročník 9, číslo 14, s. 155–202. - LOUČ, Michal: The Czechoslovak Political Trials of the 1950s: Trauma and Post-Memory in the Story of a Political Prisoner’s Son. Oral History Journal of South Africa, 2014, ročník 2, číslo 2, s. 108–122. - LOUČ, Michal: Ivan Sova. In: ŽÁČEK, Pavel a kol.: Vyjádření úcty a vděčnosti. Sborník o protikomunistickém odboji. Ministerstvo obrany České republiky – Vojenský historický ústav (VHÚ) Praha, Praha 2013, s. 62–64. - LOUČ, Michal: Druhogenerační trauma – životní příběh syna politického vězně z procesu se skupinou Milady Horákové. In: VANĚK, Miroslav – HOUDA, Přemysl – MÜCKE, Pavel (eds.): Deset let na cestě – Orální historie na Sovinci (2002–2011). Fakulta humanitních studií UK, Praha 2011, s. 165–178. - LOUČ, Michal: The Czechoslovak Political Prisoners: The Return to Society. Words & Silences: The Journal of the International Oral History Association, 2011, ročník 6, číslo 1, s. 73–82. - LOUČ, Michal: The Lifestories of the Political Prisoners from the Pardubice Locality. In: SVOBODA, Michal – LENK, Lukáš (eds.): Anthropology of/in the Post-Socialist World. LEDA, Praha 2008, s. 98–114. - LOUČ, Michal: Vlast jsou Čechy, domov je Chorvatsko. In: SVOBODA, Michal – LENK, Lukáš (eds.): Argonauti za obzorem západu. Západočeská univerzita/nákladem Vlasty Králové, Plzeň 2006, s. 177–190. |

## Konference, přednášky a besedy
Od roku 2010 se Michal Louč zúčastňuje konferencí, přednášek a besed na různých místech jak v tuzemsku, tak i v zahraničí. Několik jeho přednášek zaznělo i na mezinárodních konferencích věnovaných příspěvkům badatelů z oblasti orální historie. Ve svých příspěvcích se Michal Louč věnuje totalitnímu komunistickému vězeňství jak v 50. a 60. letech 20. století, tak i v období normalizace, historii a fungování pracovních táborů v Československu a široce pojaté problematice politických vězňů v Československu viděnou optikou pamětníků a zpracovanou metodami orální historie. Jen několik přednášek věnoval Jazzové sekci a masovým hrobům na Ďáblickém hřbitově v Praze 8.
| Konference, přednášky a besedy (výběr, chronologicky) ... |
| --- |
| - Newcastle upon Tyne (Severovýchodní Anglie), 3. až 6. července 2023: Memory Studies Association 7th Annual Conference „Communities & Change – příspěvek: The Mass Graves in Ďáblice Cemetery in Prague and their remembrance. - Praha, Paměť národa, 11. ledna 2023 – přednáška Tábory při uranových dolech na Jáchymovsku. - Online (Praha), 18. až 19. února 2021: VII. Mezinárodní konference České asociace orální historie – příspěvek: Erich Kulka jako průkopník české orální historie. - Pardubice, 9. května 2022: Studentská konference SOCIOCON – příspěvek: Od normalizačního vězeňství k hromadným hrobům. - Online, 4. až 5. listopadu 2021, workshop Crimes Against Humanity as a Tool for Justice in Post-Communist Societies: Political, Legal, and Historical Challenges – příspěvek: Too late, too little: The Czechoslovak Political Prisoners’ Perceptions on Transitional Justice. - Online (Varšava), 5. až 9. července 2021: Memory Studies Association Fifth Annual Conference „Convergencies“ – příspěvek: In Their Own Words: The Former Czechoslovak Political Prisoners in the Struggle for Museum Representation. - Online (Bratislava), 14. až 16. října 2020: Mezinárodní konference Memory of the Communist Past – příspěvek: Narratives of Czechoslovak Prison Staff from Communist era. (společně s Klárou Pinerovou) - Online (Bratislava), 14. až 16. října 2020: Mezinárodní konference Memory of the Communist Past – příspěvek: The Former Czech(oslovak) Political Prisoners and Their Perceptions of Dealing with Communism. - Praha, 6. až 7. prosince 2019: Mezinárodní konference Beyond 1989. Hopes and Disillusions after Revolutions (A Global Approach) – příspěvek: The Former Czechoslovak Political Prisoners from the 1950s and their Perceptions of the Velvet Revolution and Dealing with Communism. - Praha, České muzeum hudby, 29. května 2019: přednáška: Perzekuce Jazzové sekce. - Madrid, 25. až 28. června 2019: III. mezinárodní konference Memory Studies Association – příspěvek: „Imprisoned behind the Golden Bars“? The Different Perceptions of Czechoslovak Political Prisoners from the Era of Normalisation. - Olomouc, 6. až 7. února 2019: VI. Mezinárodní konference České asociace orální historie – příspěvek: České vězeňství v období tzv. normalizace pohledem pamětníků. - Praha, 23. až 24. listopadu 2017: Muž bez obav. Kolokvium o životě a díle Karla Pecky – příspěvek: Zkoumání pozůstatků tábora Nikolaj. - Brno, 15. až 16. února 2017: V. mezinárodní konference COHA – příspěvek: Orální historie a Jazzová sekce. - Leeds (Spojené království Velké Británie a Severního Irska), 20. ledna 2017: mezinárodní konference Exploring Experiences of Repressions in the Societ Union and Communist Central Europe – příspěvek: The Oral Histories and Places of Memory of the Former Czechoslovak Political Prisoners. - Jáchymov, 12. až 14. října 2016: mezinárodní konference Jáchymov ve 20. století. Místo paměti evropských dějin – příspěvek: Pozůstatky pracovních táborů na Jáchymovsku, možnosti jejich zkoumání a připomínky. Případ tábora Nikolaj. - Praha, 21. září 2016: interdisciplinární kolokvium o Jazzové sekci: Nedejte se – nedáme se – existujeme! – příspěvek: Proces s Jazzovou sekcí ve vzpomínkách pamětníků. - Praha, 26. listopadu 2015: kolokvium Možnosti a perspektivy interdisciplinárního zkoumání dějin vězeňství v Československu v 70. a 80. letech 20. století – příspěvek: Možnosti a úskalí metody orální historie při výzkumu československého vězeňství v 70. a 80. letech. (společně s Jaroslavem Vaňousem) - Lodž (Polská republika), 17. až 18. září 2015: mezinárodní konference Oral History in Central-Eastern Europe: Current Research Areas, Challenges and Specificity – příspěvek: Czechoslovak Political Prisoners – the Problem of Recording Narrators Cooperating with the State Secret Police. - Cambridge (Spojené království Velké Británie a Severního Irska), 28. až 30. března 2015: BASSES [British association for Slavonic and East European studies] Annual Conference – příspěvek: Memory, Identity and the Politics of History. - Ostrava, 19. až 20. března 2015: IV. konference České asociace orální historie – příspěvek: Odkrývání rodinné historie tří generací. (společně s Jaroslavem Vaňousem) - Barcelona (Španělské království), 9. až 12. července 2014: XVIII. mezinárodní konference International Oral History Association – příspěvek: The Czechoslovak Political Prisoners – Identity, Remembrance and Oral History. - Buenos Aires (Argentinská republika), 3. až 7. září 2012: XVII. mezinárodní konference International Oral History Association: The Challenges of Oral History in the 21st Century – Diversity, Inequality and Identity Construction' – příspěvek: The Czechoslovak Political Trials in the 1950s. The Second Generational Trauma in the Story of the Political Prisoner’s Son. - Praha, 7. až 11. července 2010: mezinárodní konference International Oral History Association: Between Past and Future' – příspěvek: s názvem Czechoslovak Political Prisoners: Return to Society. |